# Шихан (Свердловская область)
Шихан — упразднённый в ноябре 2019 года посёлок, находившийся в подчинении городу Краснотурьинску Свердловской области.

## География
Посёлок Шихан располагался в 18 километрах по прямой и в 22 километрах по дороге к югу от города Краснотурьинска, на правом берегу реки Каквы (правого притока реки Сосьвы). В окрестностях бывшего посёлка, на правом берегу Каквы, расположена геоморфологический и ботанический природный памятник — скала Шихан. Скала представляет собой утёс, сложенный известняками, в излучине реки длиной в 500 метров в виде отдельных, поросших сосновым лесом останцов, высотой до 60 метров. В расщелинах и на уступах комплекс скальной флоры.

## История
Слово Шихан имеет тюркское происхождение и означает отдельно стоящая возвышенность, гора.
В августе 2019 года был внесён законопроект об упразднении посёлка. В октябре 2019 года было принято постановление об упразднении. Законом Свердловской области от 01 ноября 2019 № 94-ОЗ посёлок был упразднён.  

## Население
| 2002 | 2010 |
| ---- | ---- |
| 0    | →0   |